# Re-Arranged
Re-Arranged – utwór amerykańskiego zespołu muzycznego Limp Bizkit, będący drugim singlem z drugiego albumu studyjnego zespołu, Significant Other. Został wydany w formacie CD 12 października 1999 roku nakładem Flip Records i Interscope Records. „Re-Arranged” jest jedynym utworem zespołu, który zajął 1. miejsce na liście przebojów Modern Rock Tracks tygodnika Billboard, a także pierwszym utworem numetalowym, który osiągnął szczyt na tej liście.

## Teledysk
Teledysk do „Re-Arranged” został wydany w 1999 roku, a za jego reżyserię odpowiadał wokalista Limp Bizkit, Fred Durst. Oprócz członków zespołu wystąpili w nim m.in. Matt Pinfield i matka Freda Dursta. 
Wideoklip powstał jako odpowiedź na kontrowersje związane z festiwalem Woodstock 1999, na którym Limp Bizkit wystąpił, a później został obwiniony m.in. o podżeganie na nim do zamieszek. W swej początkowej części materiał ukazuje członków zespołu w więziennych celach. W dalszej części teledysku zostają oni stamtąd zabrani i postawieni przed sądem w związku z wydarzeniami na Woodstock 1999, gdzie zostają uznani za winnych. Następnie wideoklip pokazuje, jak zespół wykonuje ostatnią część utworu wewnątrz dużego metalowego pojemnika będąc obserwowany przez widzów. Nagle do pojemnika zaczyna wlewać się mleko, aby utopić zespół. Kiedy utwór dobiega końca, mleko wypływa z pojemnika, a zespołu nigdzie nie widać. Jedynie na dnie pojemnika leży bejsbolówka Freda Dursta i kopia albumu Significant Other. Następnie członkowie Limp Bizkit są ukazani jak unoszą się w niebie. Gitarzysta Wes Borland pyta: „Czy jesteśmy w niebie? Myślę, że nie żyjemy!”. Na to Durst odpowiada: „Koleś, gdybyśmy byli w niebie, bujałbym się teraz z Method Manem...”. W tym momencie Durst spada, a kontynuacją tej sceny jest początek teledysku do utworu „N 2 Gether Now”, nagranego przez Limp Bizkit z udziałem Method Mana.
W 2000 roku teledysk był nominowany do nagrody w kategorii People’s Choice: Favourite International Group na gali MuchMusic Video Award jednak przegrał z teledyskiem do utworu „Bye Bye Bye” zespołu *NSYNC.

## Lista utworów
Opracowano na podstawie materiału źródłowego.
Wydanie CD amerykańskie (Flip/Interscope INT5P-6685)
| Nr | Tytuł utworu                  | Długość |
| -- | ----------------------------- | ------- |
| 1. | „Re-Arranged (Edit)”          | 4:08    |
| 2. | „Re-Arranged (Album Version)” | 5:34    |
|    |                               | 9:42    |

Wydanie CD europejskie (Flip/Interscope 497 139-2)
| Nr | Tytuł utworu                      | Autorzy                                        | Długość |
| -- | --------------------------------- | ---------------------------------------------- | ------- |
| 1. | „Re-Arranged (Dirty Version)”     | Fred Durst, John Otto, Sam Rivers, Wes Borland | 5:54    |
| 2. | „Faith”                           | George Michael                                 | 2:26    |
| 3. | „Counterfeit (Lethal Dose Remix)” | Limp Bizkit                                    | 3:22    |
| 4. | „Faith (CD-Rom Video)”            |                                                |         |
|    |                                   |                                                | 11:42   |

Wydanie CD australijskie (Flip/Interscope 497 251-2)
| Nr | Tytuł utworu                   | Długość |
| -- | ------------------------------ | ------- |
| 1. | „Re-Arranged”                  | 5:55    |
| 2. | „N 2 Gether Now”               | 3:56    |
| 3. | „Crushed”                      | 3:26    |
| 4. | „Faith”                        | 2:27    |
| 5. | „Counterfeit (Phat Ass Remix)” | 3:04    |
|    |                                | 18:48   |

## Notowania na listach przebojów
Notowania tygodniowe
| Lista (2000)                                           | Pozycja |
| ------------------------------------------------------ | ------- |
| Australia (ARIA)                                       | 35      |
| Kanada (Canada Rock/Alternative (RPM))                 | 13      |
| Stany Zjednoczone (Mainstream Rock Tracks (Billboard)) | 8       |
| Stany Zjednoczone (Modern Rock Tracks (Billboard))     | 1       |
| Stany Zjednoczone (Billboard Hot 100 (Billboard))      | 88      |